# Времена года (Гайдн)
Времена года (нем. Die Jahreszeiten, Hob. XXI:3) — светская оратория композитора Йозефа Гайдна, впервые исполненная в 1801 году.

## История
Гайдн написал «Времена года» благодаря большому успеху его предыдущей оратории «Сотворение мира» (1798 г.), которая стала очень популярной и исполнялась по всей Европе.

### Либретто
Либретто для «Времен года» было подготовлено для Гайдна, как и для «Сотворения мира», бароном Готфридом ван Свитеном, австрийским дворянином, который также оказал важное влияние на карьеру Моцарта. Либретто Ван Свитена было основано на отрывках из длинной английской поэмы Джеймса Томсона «Времена года» (1700—1748), опубликованной в 1730 году.
Если в «Создании» Свитен смог ограничиться переводом существующего либретто на немецкий язык, то в «Временах года» перед ним стояла гораздо более сложная задача. Олесон пишет: «Даже когда изображения Томсона были сохранены, они требовали сокращения и адаптации до такой степени, что обычно можно было различить лишь слабые отголоски их, а либретто часто теряет всякую связь со стихотворением, которое было его отправной точкой. В ходе оратории слова по существу принадлежат ван Свитену или даже импортированы из иностранных источников».
Как и «Сотворение мира» и «Времена года» задумывались как двуязычное произведение. Поскольку Гайдн был очень популярен в Англии, он хотел, чтобы произведение исполнялось как на английском, так и на немецком языках. Поэтому Ван Свитен сделал перевод своего либретто обратно на английский язык, подогнав его под ритм музыки. Ван Свитен владел английским языком не безупречно, и созданный им английский текст не всегда удовлетворял слушателей. Олесон предлагает англоязычным припевам исполнять произведение на немецком.

### Композиция, премьера и издание
Процесс сочинения был трудным для Гайдна потому, что его здоровье постепенно ухудшалось и он считал либретто ван Свитена довольно утомительным. На завершение работы Гайдну потребовалось два года.
«Сотворение мира» и «Времена года» имели двойную премьеру: сначала для аристократов, а затем для публики. Оратория считалась явным успехом, но не сравнимым с успехом «Сотворения мира». В последующие годы Гайдн продолжал руководить ораториями на благотворительные цели, но обычно он руководил «Сотворением мира», а не «Временами года».
Стареющему Гайдну не хватало энергии, чтобы повторить опубликование, которую он предпринял для «Сотворения мира», и вместо этого он поручил новую ораторию своему постоянному издателю в то время, Breitkopf & Härtel (Брайткопф и Гертель), который опубликовал её в 1802 году.

## Силы
«Времена года» написаны для довольно большого оркестра поздней классики, хора, поющего в основном четырёх частей и трех вокальных солистов, представляющих архетипический кантри-фолк: Саймона (бас), Лукаса (тенор) и Ханне (сопрано).
Оркестровые партии — для 2-х флейт (1-е удвоение на пикколо в одной арии), 2-х гобоев, 2-х кларнетов, 2-х фаготов и контрафагота, 4-х валторн, 3-х труб, 1 альт-тромбона, 1 тенорового тромбона и 1 бас-тромбона, литавры, ударных и струнных музыкальных инструментов.
Некоторые из ключевых ранних выступлений в Tonkünstler Society предназначались в Вене ; Гайдн руководил выступлениями как для больших, так и для малых ансамблей. Материал, уцелевший от этих крупномасштабных венских выступлений, указывает на использование тройного духового инструмента (разделенного на три отдельные группы, каждая из которых похожа на духовые ансамбли Harmonie того времени), двойных медных духовых инструментов и до десяти рогов, подкрепленных по крайней мере восемьдесят струнных исполнителей и такое же количество певцов.
Кроме того, фортепиано обычно играет речитативы с другими инструментами оркестра или без.

## Музыкальный контент
Оратория разделена на четыре части, соответствующая Весне, Лету, Осени и Зиме, с обычными речитативами, ариями, хорами и ансамблевыми номерами.
Среди наиболее зажигательных припевов — охотничья песня со звуками рогов, праздник вина с танцующими крестьянами, громкая гроза и волнующая ода на тяжелый труд:
Хижины, которые нас укрывают,
Шерсть, которая нас покрывает,
Пища, которая нас питает,
Все это твой дар, твой дар,
О благородный труд.
Гайдн заметил, что он всю свою жизнь был трудолюбив, это был первый случай, когда его попросили написать хор в честь трудолюбия.
Некоторые лирические отрывки — это хоровая молитва о обильном урожае, «Sei nun gnädig, soft Himmel» (будь милостив, о добрые небеса), нежная ночь, наступающая после бури, и каватина Ханны зимой.
Работа наполнена «тональной живописью», которая также характерна для «Сотворения мира»: пахарь во время работы насвистывает, птица, застреленная охотником, падает с неба и есть восход солнца.

## Эпизод «Французский отброс»
Есть некоторые свидетельства того, что сам Гайдн не был доволен либретто ван Свитена. Одним конкретным аспектом тональной живописи, а именно изображением кваканья лягушек, которое можно найти во время безмятежного движения, завершающего Часть II «Лето».
В 1801 году Август Эберхард Мюллер (1767—1817) подготовил фортепианную версию оркестровой партии оратории для репетиций и неформального выступления. Гайдн, здоровье которого ухудшалось, сам не брался за это задание, но он просмотрел черновик работы Мюллера и написал на полях некоторые предлагаемые изменения. На фоне этих изменений появилась непринужденная жалоба на либретто ван Свитена:
Весь этот отрывок с имитацией лягушек не был моей идеей: я был вынужден написать этот отброс. Эта жалкая идея довольно быстро исчезает, когда играет весь оркестр, но её просто нельзя включить в редукцию фортепиано.
Роббинс Лэндон продолжает рассказ следующим образом:
Мюллер по глупости показал отрывок из прилагаемого листа, редактору Zeitung für die elegante Welt, который тут же включил его в поддержку своей критики жалкого либретто Свитена. Гризингер сообщил, что его превосходительство «намерен натереть в кожу Гайдна соль и перец, утверждение, что он был вынужден сочинять квакающих лягушек».
Более позднее письмо Гризингера указывает на то, что созданный таким образом раскол не был постоянным.
Термин «французский отброс» почти не был жестом презрения к Франции или французам; На самом деле Гайдн имел дружеские отношения с французскими музыкантами. Гайдн имел в виду более раннюю попытку ван Свитена убедить его включить кваканье лягушек, показав ему произведение французского композитора Андре Гретри, которое также включало кваканье лягушек.

## Критика
Работа всегда привлекала гораздо меньше внимания, чем «Создание мира» (она была высоко оценена критиками). Чарльз Розен называет обе оратории «одними из величайших произведений столетия», но считает «Времена года» более успешными в музыкальном плане из двух. Дэниел Хартц (пишущий ближе к концу массивного трехтомного отчета о классической эпохе), пишет: «Охота и питье» впервые побудил меня более широко изучать музыку Гайдна, начиная с сорока лет назад старости, чем «Времена года». 
Майкл Стейнберг пишет, что эта работа обеспечивает место премьеры Гайдна вместе с Тицианом, Микеланджело и Тернером, Гёте, Верди и Стравинским, как одним из редких художников, с которыми старость приносит дар ещё более смелого изобретения. Мнения разнятся относительно характера отношений между «Сотворением мира» и «Временами года» — независимо от того, являются ли они двумя отдельными произведениями или огромным религиозным диптихом. Ван Свитен определённо стремился развить успех первой крупномасштабной живописной работы, и некоторые авторы рассматривали две оратории как составляющие первый и второй акт метафорического образа «обширная священная опера».